# Acácia Brazil de Mello
Acácia Brazil de Mello (Niterói, 24 de maio de 1921 — 28 de outubro de 2008) foi uma harpista brasileira. Foi escolhida presidente da seção brasileira da American Harp Society três vezes consecutivas, além de se apresentar como camerista e recitalista pelo mundo. Ao fim de sua vida, atuou como professora de harpa da Universidade Federal do Rio de Janeiro.

## Biografia
Nasceu em 24 de maio de 1921, na cidade de Niterói, filha de Dinah Carneiro Vianna de Oliveira e do médico e cientista Vital Brazil. Começou a ter aulas com a harpista espanhola Lea Bach em 1930, e já no ano seguinte, em 23 de agosto de 1931, realizou sua estreia no Teatro Cassino ao lado da instrutora, tendo apenas 10 anos.
Aos 18 anos, formou-se na Escola Nacional de Música da então Universidade do Brasil, na qual, mais tarde, tornou-se professora. Logo se tornou a primeira harpista da Orquestra Sinfônica Brasileira (OSB) e da então chamada Orquestra Sinfônica Nacional da Rádio MEC (OSN UFF). Tocou ao lado de importantes instrumentistas como Maria Célia Machado e Wanda Eichbauer.
Na década de 60, junto da flautista francesa Odette Ernest Dias, Acácia fundou a Camerata do Rio. Também se tornou consultora de organizações de harpistas, como a American Harp Society, a Corporation of World Harp Congress (EUA) e a Sociedade Ludovico (Espanha), além de ter implantado em 1977 a seção brasileira da American Harp Society, da qual foi presidente três vezes consecutivas. Foi jurada de concursos internacionais de harpa, além de ter dado conferências na Holanda, Israel e Áustria sobre o mesmo instrumento. Apresentou-se em diversos países como camerista e recitalista.
Tornou-se professora de harpa no Conservatório de Música de Niterói e depois na Universidade Federal do Rio de Janeiro.
Acácia faleceu em de 2008, aos 87 anos.
Um retrato de Acácia, pintado por Augusto Bracet, pode ser encontrado na Sala da Congregação da Escola de Música da Universidade Federal do Rio de Janeiro (UFRJ), no edifício da Rua do Passeio.

## Artigos publicados
- A harpa na orquestra
- Origem da música brasileira
- Uma música nascida das vozes da floresta

## Ligações Externas
Acácia Brazil interpretando Outono de John Thomas (homenagem)
Acácia Brazil interpretando Ave Maria de Franz Schubert (homenagem)